# Златна рибка (съзвездие)
Златна рибка е съзвездие в южното полукълбо. То е едно от дванадесетте съзвездия открити от Питър Кайзер и Фредерик де Хаутман между 1595 и 1597 година.
В него се наблюдават големи звездни струпвания и една от „близко“ разположените неправилни галактики - Голям Магеланов Облак, обозначен на схемата като LMC - Large Magellanic Cloud.